# Pilar Benejam i Arguimbau
Pilar Benejam i Arguimbau   (Ciutadella de Menorca, 5 de desembre de 1937) és una geògrafa i pedagoga menorquina resident a Catalunya.

## Biografia
El 1961 es graduà en Magisteri a l'Escola de les Illes Balears, el 1966 es llicencià en Pedagogia i el 1972 en Història a la Universitat de Barcelona. El 1985 es doctorà en Pedagogia a la Universitat Autònoma de Barcelona. Des del 1972 és catedràtica del Departament de Didàctica de la Llengua, de la Literatura i de les Ciències Socials de la UAB.
Membre de l'Associació de Mestres Rosa Sensat, va tenir una participació molt activa en l'etapa constituent de la Universitat Autònoma de Barcelona i va ser redactora del Manifest de Bellaterra, per la qual cosa va rebre la Medalla de Bronze de la institució.
Va dirigir entre 1974 i 1975 l'Escola de Mestres de Sant Cugat vinculada a la Universitat Autònoma de Barcelona fundada des d'una visió renovada i professionalitzadora de la formació del magisteri vinculada a la realitat cultural catalana.
És sòcia numerària de la Societat Catalana de Geografia on ha dissertat sobre diversos aspectes de la didàctica de la geografia, i és cofundadora de la revista Enseñanza de las Ciencias Sociales. També és membre de la Societat Catalana de Pedagogia.
Ha treballat a l'Escola Costa i Llobera i a l'Escola Talitha,Tot donant cursos a l'Escola d'Estiu de Barcelona  i en els cursos d'hivern de Rosa Sensat.
Ha format part de diverses comissions per a la reforma de la formació del professorat a Catalunya i a Espanya. És experta en temes de revisió de la programació escolar en ciències socials i ha assessorat les administracions públiques en referència a tot el cicle formatiu. Ha estat directora de l'Institut de Ciències de l'Educació de la Universitat Autònoma de Barcelona. També coordinadora de l'Àrea d'Educació de la Diputació de Barcelona.
S'ha interessat en tots els aspectes relacionats amb la renovació pedagògica i la innovació didàctica i en la introducció en la docència de les diferents propostes epistemològiques de la geografia.
Un dels objectius destacats de la seva tasca universitària i investigadora ha estat la formació dels docents, ja sigui a escala de l'educació primària com a secundària. Una síntesi de les seves propostes adreçades a millorar aquesta formació centrà el seu discurs del doctorat honoris causa per la Universitat Rovira i Virgili amb el títol de Reflexions sobre fer de mestre.

## Distincions i reconeixements
Per tota la seva activitat docent, gestora i investigadora ha estat guardonada amb els premi Ramon Llull de 2003, amb la Distinció Jaume Vicens Vives de 2004 i amb la Creu de Sant Jordi de 2004. També se li ha concedit el premi Emili Darder a una vida dedicada a la formació del professorat.
L'any 2019 va ser investida doctora honoris causa per la Universitat Rovira i Virgili. I al 2021, de la Universitat de les Illes Balears. El 2020 li fou atorgat el Premi Amics de les Biblioteques de la UAB per la seva donació de fons bibliogràfics a la Biblioteca d’Humanitats.
Des de 2002 era «Filla distingida» de Ciutadella de Menorca i a partir de 2018 en fou nomenada «Filla Il·lustre».
L'any 2019 ingressà com a membre corresponent a la Secció de Filosofia i Ciències Socials de l'Institut d'Estudis Catalans.

## Obres
- La formación de maestros. Una propuesta alternativa (1986)
- Intercanvi. Geografia humana i econòmica del món actual (1976)
- Geografía e historia: educación secundaria. Editor Vicens-Vives, Editorial SA, 224 pp. ISBN 8431631597, ISBN 9788431631598 (1995)
- El proyecto curricular en el contexto del proyecto educativo institucional (1999)
- Una geografía humana renovada: lugares y regiones en un mundo global (2000)
- El mestre Joan Benejam i Vives. Ajuntament de Ciutadella i Conselleria d'Educació i Cultura del Govern de les Illes Balears. Maó, Impresos Domingo, 31 pp. (2001)
- Las ciencias sociales: concepciones y procedimientos (2002)
- Didáctica y construcción del conocimiento social en la escuela. Pensamiento Educativo 30: 61-74 (2002) en línia Arxivat 2015-04-02 a Wayback Machine.
- Agora 3. Ediciones Vicens Vives, 344 pp. ISBN 8431623748, ISBN 9788431623746 (2010)
- Demos 3. Vol. 3 de Demos : educación secundaria. Ediciones Vicens Vives, 344 pp. ISBN 843161465X, ISBN 9788431614652 (2010)
- Nou Cives 3. Ediciones Vicens Vives, 352 pp. ISBN 8468203017, ISBN 9788468203010 (2011)
- Nuevo Demos, 3 ESO (Madrid). Amb Albet i Mas, Montserrat Casas Vilalta, Pilar Comes Sole, Montserrat Oller Freixa. Ediciones Vicens Vives, 352 pp. ISBN 8468202061, ISBN 9788468202068 (2011)
- Nuevo Demos 3 Canarias Trimestralizado. Con A. Albet i Mas, Montserrat Casas Vilalta, Pilar Comes Sole, Montserrat Oller Freixa. Ediciones Vicens Vives, 360 pp. ISBN 8468205281, ISBN 9788468205281
- Geography And History 1.1-1.2+cd's. Con Margarita Garcia Sebastian, Abel Albet Mas, Cristina Gatell Arimont. Ediciones Vicens Vives, 288 pp. ISBN 8431698713, ISBN 9788431698713 (2011)
- Lurra Berria 1 Euskadi. Ediciones Vicens Vives, 296 pp. ISBN 8468201227, ISBN 9788468201221 (2011)
- Excursions i activitats a Primària i Secundària. Perspectiva escolar 362: 72-75 ISSN 0210-2331 (2012)
- Enric Lluch i Martín, la geografía, l'educació i el compromís cívic. Perspectiva escolar 367: 70-73 ISSN 0210-2331 (2013)

## Col·lecció Pilar Benejam
L'any 2019 va fer un donatiu a la Biblioteca d'Humanitats de la Universitat Autònoma de Barcelona, format per assaigs, llibres de text, articles de revista, actes de congressos, etc., que conté tota la seva producció científica, centrada en l'Educació, les Ciències Socials i la Geografia.